# Kuchangi, Tumkur
Kuchangi là một làng thuộc tehsil Tumkur, huyện Tumkur, bang Karnataka, Ấn Độ.